# Moutnovski
Le Moutnovski, en russe Мутновский ou Moutnovskaïa Sopka, Мутновская сопка, est un volcan de Russie situé dans la péninsule du Kamtchatka.

## Géographie

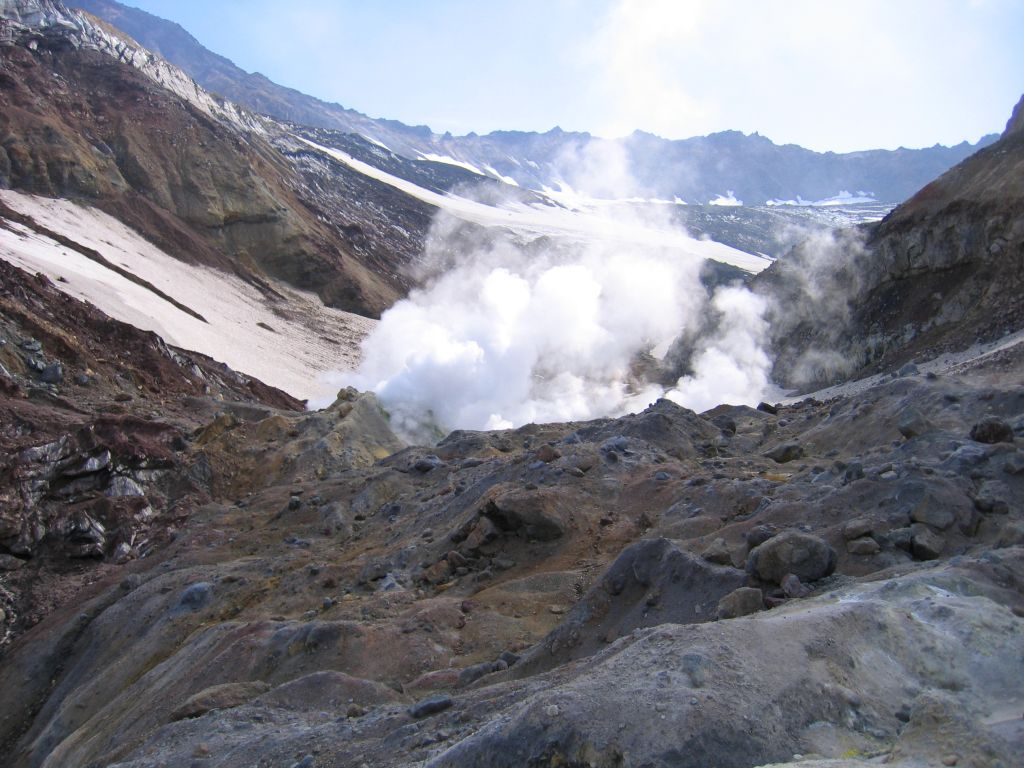
Vue du cratère du Moutnovski en 2008.

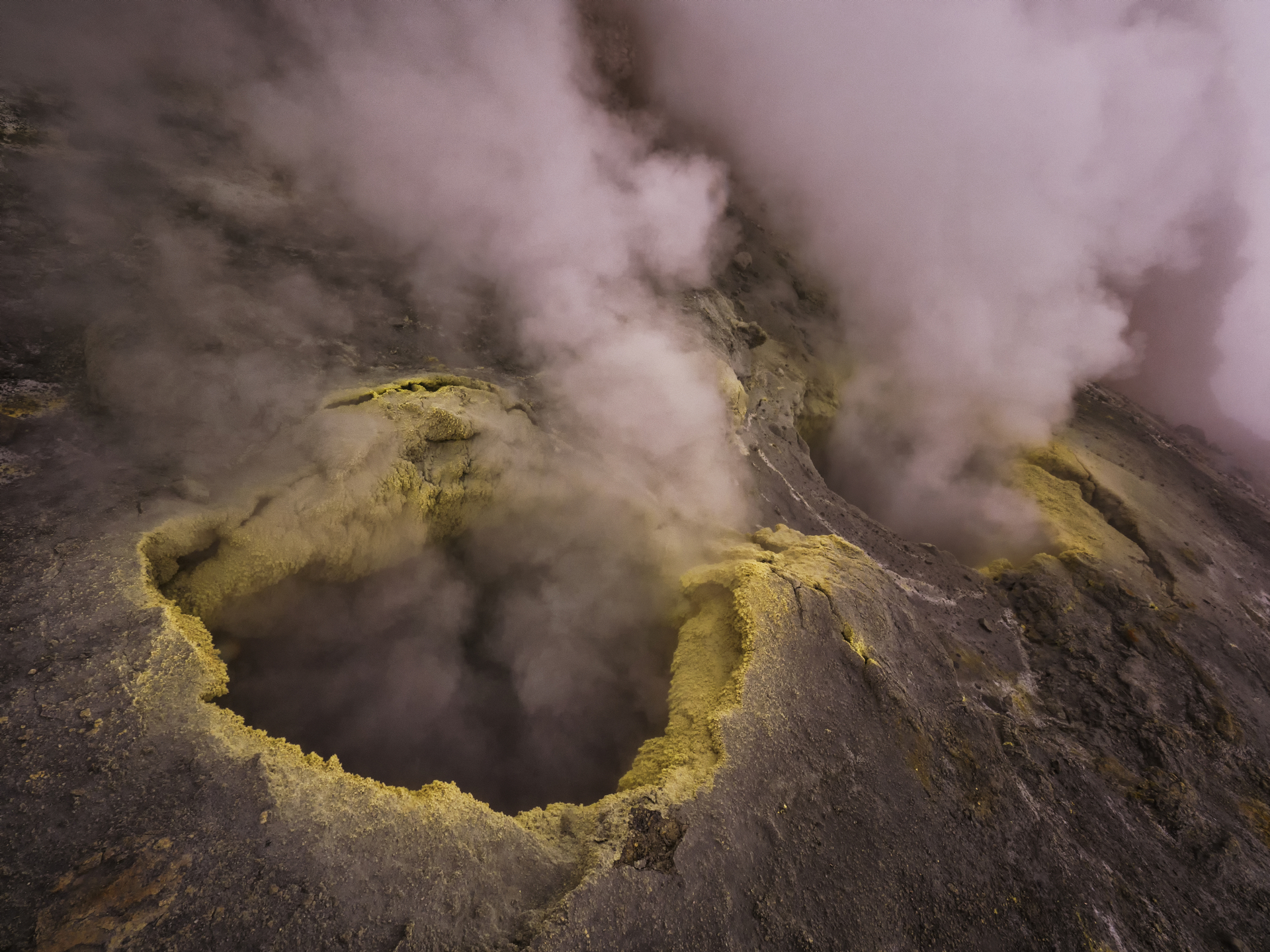
Fumerolle au Moutnovski.

Le Moutnovski est situé dans l'Extrême-Orient russe, dans le sud de la péninsule du Kamtchatka et kraï de même nom. Il s'agit d'une montagne composée de quatre stratovolcans imbriqués essentiellement basaltiques. Son sommet culminant à 2 322 mètres d'altitude est couronné de plusieurs cratères dont le plus grand, mesurant 1,3 kilomètre de diamètre, abrite un petit cône volcanique.
De nombreux cônes de cendre se trouvent sur le flanc sud-ouest du volcan.

## Histoire
La partie la plus récente du volcan, appelée Moutnovski IV, s'est formée au cours de l'Holocène.
Avec vingt éruptions depuis la première observée par les Européens au XVIIe siècle, le Moutnovski est l'un des volcans les plus actifs du sud du Kamtchatka. Ces éruptions sont essentiellement explosives hormis pour celle de 1904 qui a produit des coulées de lave.

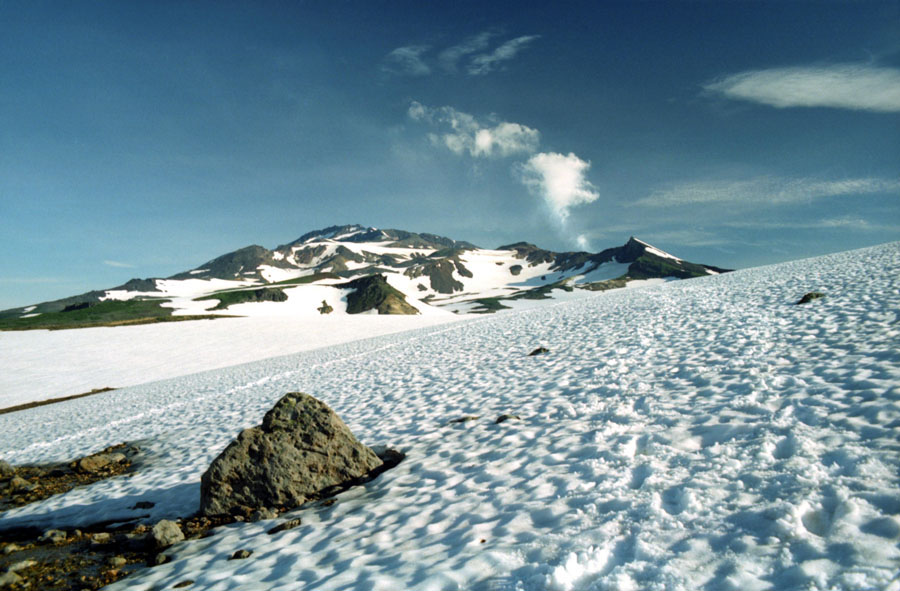
Vue du sommet enneigé du Moutnovski.